# Перше монгольське вторгнення до Польщі
Перше монгольське вторгнення до Польщі — військова кампанія монголів у 1241 році, здійснення для запезпечення захисту флангу та тилу основної армії, що атакувала Угорщину. Було завдано чималої шкоди Мазовії, Малій Польщі та Сілезії.

## Історія

### Передумови
На курултаї в Каракорумі 1236 року було затверджено західний похід на чолі із Бату, онуком Чингізхана. До 1240 року монголи підкорили Волзьку Болгарію, руські князівства, половців й аланів Передкавказзя, половецьку конфедерацію Біла Куманія між Дніпром і Доном, а також Кримський півострів.
Падіння Києва восени 1240 року призвела до швидкого наступу монголів на Галицько-Волинське князівство. Вже у січні 1241 року розпочався черговий етап західного походу. Для прикриття основних сил на чолі із Бату монголи відправили 1 тумен (за іншими відомостями 2 тумени) проти польських правителів загальноючисельністю від 12 до 20 тис. вояків.
У Польщі становище короля Генрика II не було міцним. У Великій Польщі він протистояв як місцевим феодалам, так й Брандерському марграфству. В опозиції до короля був також гнезненський архієпископ Пелка. У Малій Польщі значнувагу набув рід Грифічів.

### Перебіг подій
У січні 1241 року монгольські війська під орудою Байдара і Кадана (синів Чагатая) і Орда Іхена вступили на територію Польщі. Один загін під проводом Байдара через Люблін (захоплено 1 січня) дійшов до Завіхоста (2 січня його було захоплено), а другий — Кадана — через Берестя до Дорогичина. Частина монгольських військ Орда Іхена дійшла до міста Новогрудок, а потім зворотним шляхом монголи дійшли до Сандомира, який взяли в лютому. Далі вони пішли до Копшивниця, Вісліца, Ґміна Скальбмеж. При цьому великі втрати несло польське населення. Польські князі зібрали війська і рушили до Сандомиру. Монгольські війська відступили. Поляки погналися за ними, це призвело до битви під Турськом, що закінчилася поразкою поляків. Монголи повернулися до Сандомиру, який впав 13 лютого й був сплюндрований.
Тут монгольська армія розділилася на дві частини. Одна частина, числом до 15 тисяч чоловік, під проводом Байдара і Орда-Іхена, 10 березня форсувала Віслу й швидко пішла до Кракова. Інша, до 10 тисяч чоловік, під проводом Кадана — на Куявію. Краківські війська воєводи Владислава Клеменса і сандомирські — воєводи Пакослава і каштеляна Якуба Ратиборовича намагались закрити шлях на Краків, але були розбиті відповідно під Хмільником (Шидловце) 18 березня й під Торчком 19 березня. 22 березня монголи зайняли Краків, а 28 березня — Битом.
Разом з тим Кадан вдерся до Мазовії, яку суттєво сплюндрував. Прусський хронограф повідомляє також про набіг монголів на Пруссію. За цим рушим на південь, де з'єднався з Байдаром.
1 квітня монголи пішли на Вроцлав. Під час переправи розвідувальних загонів Байдара через Одру під Рацибужом на них напали поляки і перемогли. Коли ж підійшли монгольські сили на чолі із Каданом, то попрямували до Ополе. Там відбулася ще одна битва, де князь Мешко II Опольський зазнав поразки. Незважаючи на чисельну перевагу, поляки відступили до Вроцлава, який Байдар з братом і стрийком не змогли здобути з ходу. Під час облоги Вроцлава, Байдар та Кадан отримали повідомлення, що богемський король Вацлав І знаходиться на відстані дводенного переходу з армією у 50 тисяч. Монголи залишили облогу Вроцлава, щоб не дозволи об'єднатися ворогам.
Потім монголи пішли до Легніци, де збиралася армія польського короля Генрика II. В ході вирішальної битви 9 квітня останній зазнав нищівної поразки й загинув. Проте залишалися богемські війська, які представляли загрозу монголам. Орду-Іхен спробував захопити Оломоуц, алемарно. 16 квітня Байдар отримав наказ Бату рухатися до нього. Тому у травні монголи залишили межі Польського королівства, на своєму шляху спустошили Моравію (при цьому зазнав невдачі при облозі Брно), після чого війська пішли до Угорщини на допомогу Бату. Один із загонів вийшов до Нойштадта (8 миль від Відня), проте, зіткнувшись з об'єднаним богемсько-австрійським військом, відступив за Дунай.

## Підсумки
Монголи досягли основних цілей — завдати поразки основним польським загонам, послабити королівство й забезпечити тили основної групи монгольських військ, що атакувало Угорщину. Водночас було захоплено чималу здобич. Водночас вони не мали завдання захоплювати Богемське королівство, наслідком чого став швидкийрух до Угорщини.
Ключовою особливістю вторгнення була швидкість наступу монголів, через що польські князі не були впевнені у своїй силі та рухах. Вони не змогли швидко об'єднати свої сили, чим скористалися монголи. Також поляки не скористалися можливістю спільно з чехами атакувати ворога.